# Microtus cabrerae
Espèce
Synonymes
- Microtus dentatus Miller, 1910

Statut de conservation UICN

 NT  : Quasi menacé
Microtus cabrerae, le Campagnol de Cabrera, est une espèce de rongeurs de la famille des Cricetidae.

## Répartition

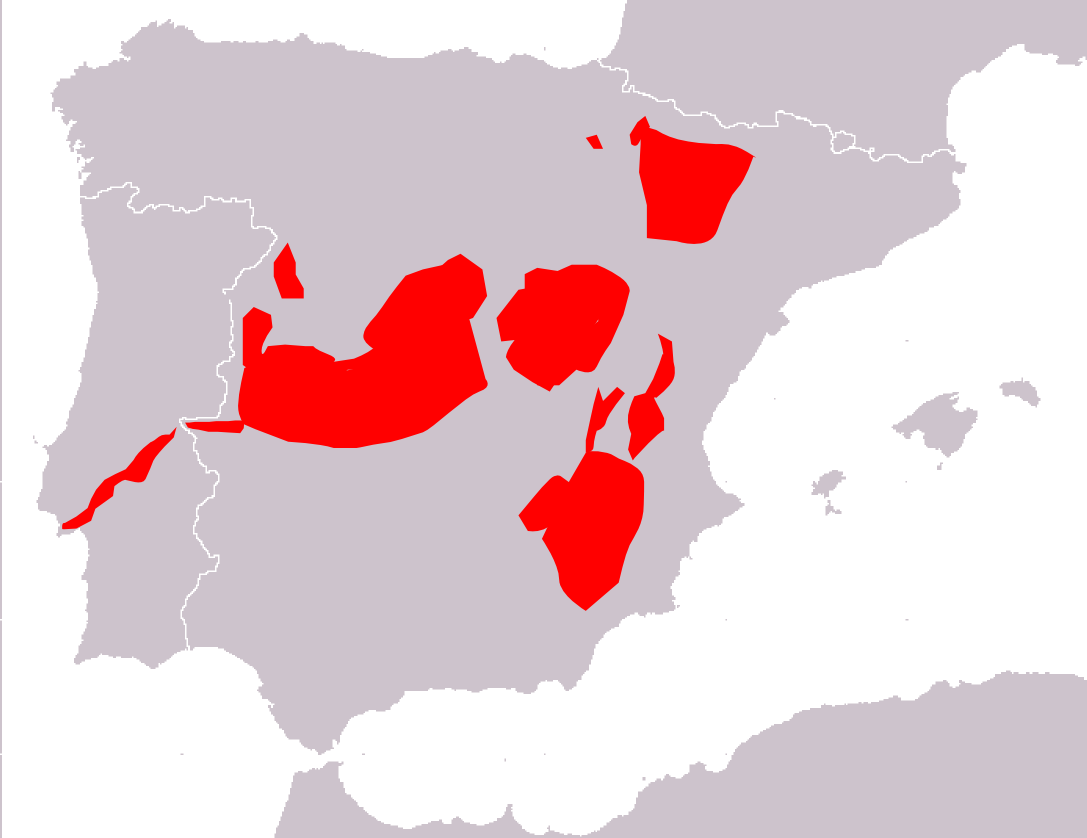
Distribution

Cette espèce se rencontre en Espagne et au Portugal.

## Étymologie
Cette espèce est nommée en l'honneur d'Ángel Cabrera Latorre (1879-1960).

## Publication originale
- Thomas, 1906 : A new Vole from Spain. The Annals and magazine of natural history, sér. 7, vol. 17, p. 576-577 (texte intégral).